# Гай Сульпіцій Гальба (історик)
Сервій Сульпіцій Гальба (*Gaius Sulpicius Galba кін. I ст. до н. е.) — політичний діяч, історик, науковець періоду повалення Римської республіки й появи Римської імперії.

## Життєпис
Походив з патриціанського роду Сульпіціїв. Син Сервія Сульпіція Гальби, претора 54 року до н. е. Ймовірно, був ще молодою людиною, коли у 43 році до н. е. загинув батько. Гая Сульпіцій не брав участі у протистоянні між Октавіаном і Марком Антонієм. Згодом, з посиленням першого, підтримував його, перебуваючи в Римі.
Невідомо, коли саме Гальба став сенатором. Також є повідомлення про його претурі, втім, рік обіймання посади претора Сульпіцієм також не з'ясовано. Більше уваги Гальба приділяв науковим дослідженням, не намагаючись активно долучатися до політики.

## Творчість
Є згадки про його працю з військової історії. Праця була об'ємна і старанно складена. Про неї згадують Светоній, Плутарх та Пліній Старший.

## Родина
- Гай Сульпіцій Гальба, консул-суфект 5 року до н. е.